# میریام ادلسون
میریام ادلسون (انگلیسی: Miriam Adelson؛ زادهٔ ۱۰ اکتبر ۱۹۴۵) ناشر، و پزشک اهل ایالات متحده آمریکا است.
طبق برآوردها، ثروت او در سال ۲۰۲۵، ۲۹٫۵ میلیارد دلار آمریکا بوده است. او در سال ۲۰۲۴، پنجاه و هشتمین فرد ثروتمند جهان بود. از جمله دارایی‌های قابل توجه او می‌توان به لاس وگاس سندز و دالاس ماوریکس اشاره کرد. او ناشر فعلی «اسرائیل هیوم» است و به همراه خانواده‌اش، مالک «لاس وگاس ریویو-ژورنال» است.
از دهه ۲۰۱۰، آدلسون یکی از بزرگترین اهداکنندگان مالی حزب جمهوری‌خواه بوده است و از سال ۲۰۱۶، یکی از برجسته‌ترین حامیان مالی دونالد ترامپ بوده است. او و همسرش بزرگترین کمک مالی را به کارزار ۲۰۱۶، مراسم تحلیف ریاست جمهوری، صندوق دفاع او در برابر تحقیقات مولر در مورد دخالت روسیه و کارزار ۲۰۲۰ ارائه دادند. او با اهدای ۱۰۶ میلیون دلار، سومین اهداکننده بزرگ به کمپین انتخاباتی ترامپ در سال ۲۰۲۴ بود.
آدلسون پیوسته از دولت ایالات متحده برای اتخاذ سیاست‌های طرفدار اسرائیل، از جمله حمایت از ضمیمه‌کردن پیشنهادی کرانه باختری به خاک اسرائیل حمایت کرده است.
ترامپ در سال ۲۰۱۸ به او مدال آزادی ریاست جمهوری را اعطا کرد.